# جوريس فان دير ستراتن

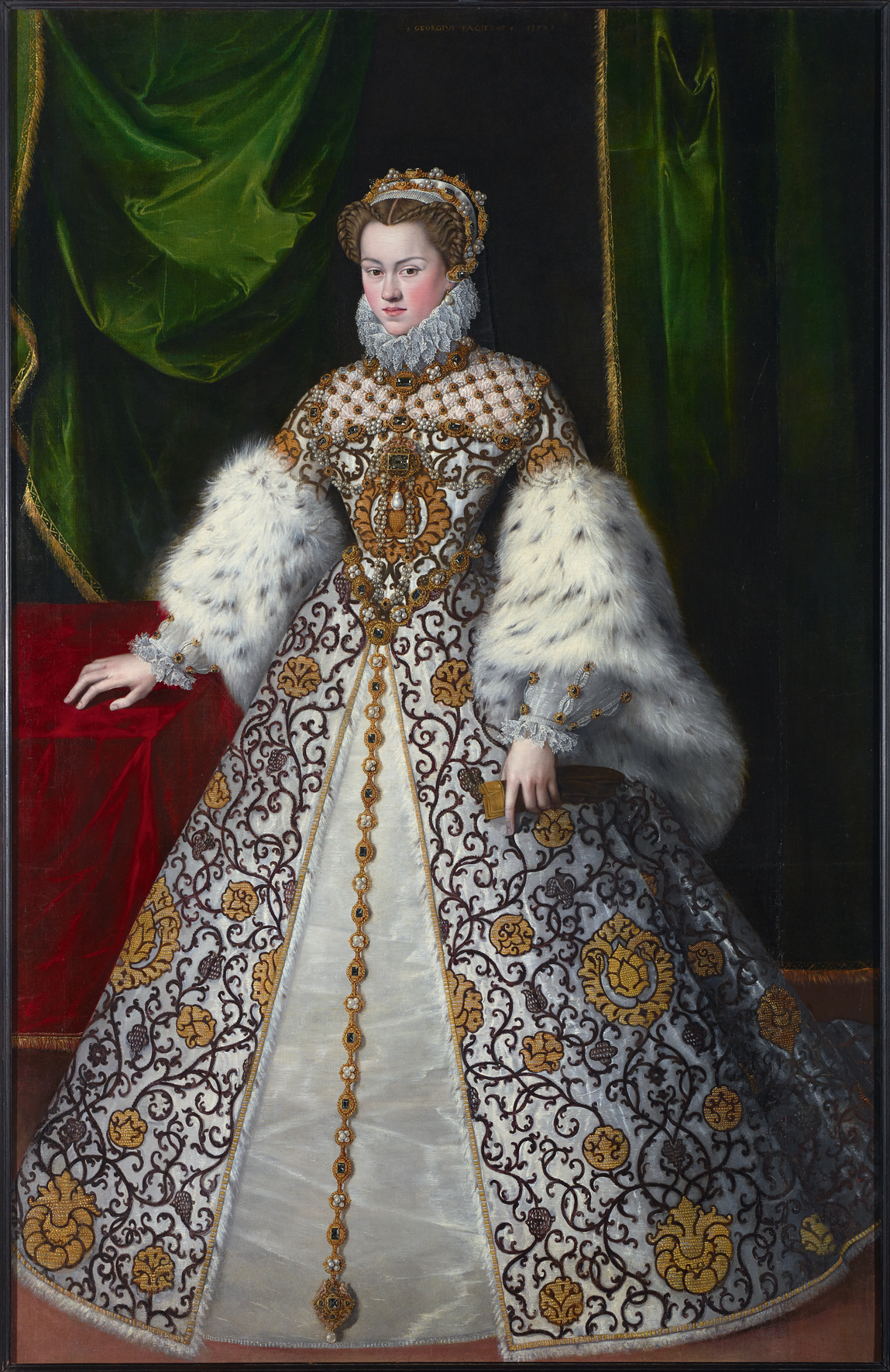
إليزابيث النمساوية، ملكة فرنسا

جوريس فان دير سترايتن، المعروف في إسبانيا باسم خورخي دي لا روا، وفي فرنسا باسم جورج فان دير سترايتن، كان رسامًا فلمنكيًا متخصصًا في البورتريه والتاريخ، وقد نشط خلال الفترة من 1552 إلى 1577. وُلد في غنت، ثم سافر إلى الخارج ليصبح رسام البورتريه في البلاطات الحاكمة في البرتغال وإسبانيا وفرنسا. كان فان دير سترايتن متعدد اللغات ومحترفًا في البلاط، وعمل بشكل أساسي كرسام بورتريه للملكات..

## حياة
كان أصله من غنت، مما يفسر لقبه "يوريس فان غنت" (يوريس الغنتي). يُعتقد أنه كان تلميذًا للرسام البارز المتخصص في التاريخ والبورتريه، فرانس فلوريس، في أنتويرب. من المحتمل أيضًا أنه تدرب تحت إشراف رسام البورتريه الشهير أنطونيس مور وسافر معه إلى شبه الجزيرة الأيبيرية. يُرجح أنه رافق الملك الإسباني المستقبلي فيليب الثاني عندما سافر إلى إنجلترا للزواج من الملكة الإنجليزية ماري الأولى في عام 1554، كما يتضح من البورتريه الذي رسمه للملك المستقبلي مرتديًا وسام الرباط. هناك أيضًا نسخ على شكل تمثال نصفي و"رونديلّا" لهذا العمل. بعد مغادرته إنجلترا، عمل في البرتغال، حيث دفعَت له كاثرين النمساوية، ملكة البرتغال، في عام 1556 مقابل رسم بورتريه لحفيدها، الملك المستقبلي سباستيان الأول، عندما كان في الثانية من عمره.. 

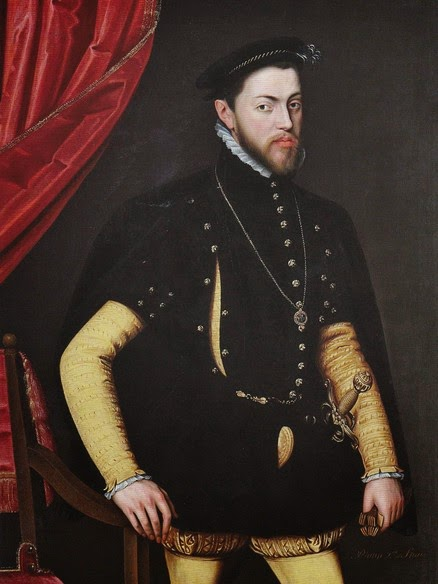
صورة للملك فيليب الثاني ملك أسبانيا

في عام 1559، تم تسجيله في إسبانيا حيث كُلّف برسم لوحة قيامة لعازر لكنيسة سانتياغو دي كاسيريس. خلال الفترة من 1560 إلى 1568، وُثق اسمه باسم خورخي دي لا روا كرسام رسمي إليزابيث من فالوا، زوجة الملك فيليب الثاني. تعاون في رسم بورتريهاتها مع الفنان الإسباني ألونسو سانشيز كويلو، الذي سبق له العمل معه في البرتغال. بالإضافة إلى ذلك، أنجز عدة لوحات دينية للملكة إليزابيث، التي دفعت مبلغًا كبيرًا مقابل لوحة السيدة العذراء الطاهرة، التي تضمنت خمسة شخصيات وكانت معلقة فوق سريرها الملكي. 
كان في البلاط الإسباني في يناير 1571، حيث كان في ذلك الوقت مشغولاً برسم صورة الطفلتين إيزابيلا كلارا يوجينيا وكاثرين ميشيل . تم طلب هذه الصورة من قبل دوقة ألبا. و قام بصنع نسختين منها، واحدة منها أُرسلت إلى جدة الأطفال، ملكة فرنسا كاثرين دي ميديشي، بينما أُرسلت الأخرى إلى الدوقة. رفضت الدوقة الرسم بسبب سعره المرتفع. من الممكن أن يكون هذا هو العمل المحفوظ في المجموعة الملكية البريطانية والذي يصور الأختين مع جرو وببغاء.  في موقع المجموعة الملكية، يُنسب هذا العمل إلى ألونسو سانشيز كويلو وورشة العمل.

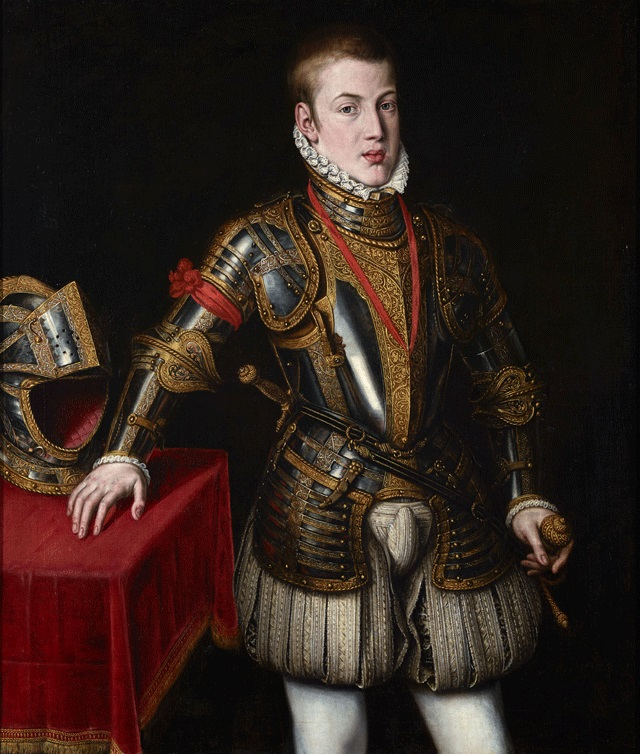
الأمير دون كارلوس في درع

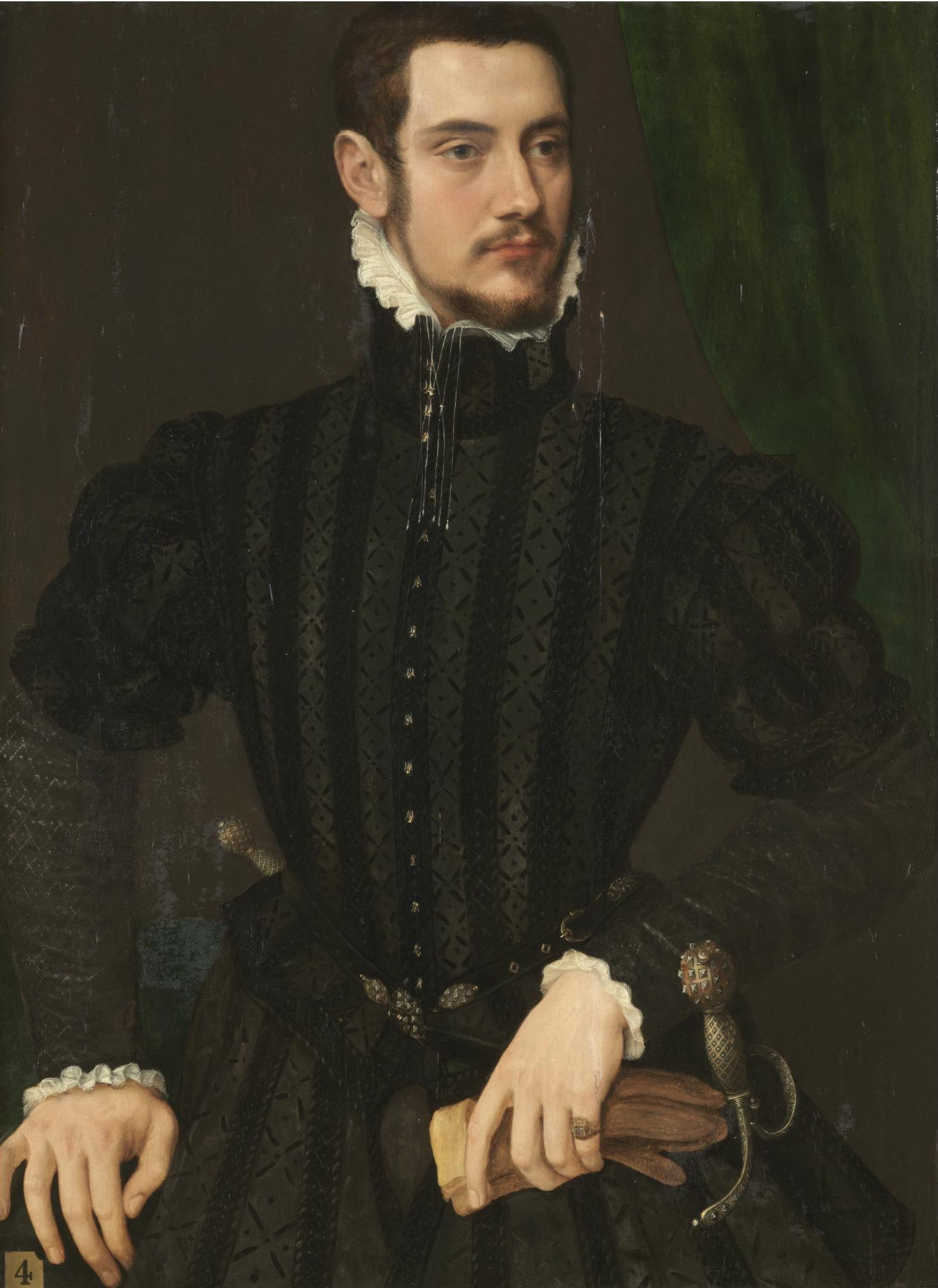
صورة لرجل يُقال إنه بيراري دي كريمونا